# Сарсаз-Бли
 Сарсаз-Бли  — село в Нижнекамском районе Татарстана. Входит в состав Шингальчинского сельского поселения.

## География
Находится в центральной части Татарстана на расстоянии приблизительно 6 км по прямой на юг от районного центра города Нижнекамск у речки Аланка.

## История
Известно с 1678 года как деревня Сарсаз близко Шиганчи. Под таким названием зафиксирована в переписной книге Арской дороги Казанского уезда за 1716 год. Все её жители записаны как новокряшены. В это время идет активная христианизация региона, поэтому татары после принятия православия, скорее всего, переселялись сюда из соседнего села Шингальчи. Согласно ревизии 1722 года жителями числятся новокряшены сотни Абдрезячки Калдыбекова. Уже в 1748 году жители записаны как ясачные новокряшены и входят в сотню Андрея Фодорова, с 1762 - уже ясачные старокряшены. . В 1815 году деревня состоит из 15 дворов ясачных крестьян (37 мужчин и 27 женщин), а также из 9 дворов крестьян ранее приписанных к ижевскому оружейному заводу. Вероятно, они и стали первыми русскими жителями деревни. С 1850 года все население деревни записано государственными крестьянами . 
После отмены крепостного права в Сарсаз-бли насчитывалось 70 дворов (188 мужчин и 224 женщины). В деревне было две водяных мельницы, а население занималось пчеловодством.  
После прихода советской власти и коллективизации восемь жителей деревни подверглись репрессиям - как бывшие кулаки, за антисоветскую агитацию и за нахождения в плену во время Советско-финской войны. Участникам Великой Отечественной войны установлен памятник в центре деревни. 
Сегодня Сарсаз-бли состоит из четырёх улиц - Большая, Татарская, Ерзовка и Заречная. Главный сельский праздник - "Казанская" или день почитания Казанской иконы Богородицы.
В 2022 году стало известно, что вдоль деревни пройдет одна из самых современных дорог в России - трасса М-12 "Москва - Казань - Екатеринбург", которая в перспективе должна связать Европу и Западный Китай.

## Население
Постоянных жителей было: в 1834 — 89, в 1859—114, в 1870—412, в 1897—644, в 1920—837, в 1926—891, в 1949—643, в 1958—471, в 1970—346, в 1979—262, в 1989—107, в 2002 − 94 (русские 71 %), 61 в 2010.